# Airwolf
Airwolf er en amerikansk tv-serie, der sendtes første gang  fra 1984, og vistes i 79 episoder over fire sæsoner til 1987. Showet blev skabt af Donald Bellisario. Tv-serien er opbygget omkring den militære og højteknologiske helikopter med kodenavnet Airwolf, samt dets besætning når de foretager forskellige missioner, mange af dem bestående af spionage med en koldkrigsvinkel.
De første tre sæsoner har Jan-Michael Vincent, Ernest Borgnine og Alex Cord som medvirkende, og  Jean Bruce Scott medvirker fra den anden sæson. Efter den oprindelige serie aflystes, blev en fjerde sæson med helt andre skuespillere og et væsentligt mindre budget indspillet i Canada for USA Network.
Tv-seriens karakteristiske musikstykker, som oprindeligt var indspillet af et orkester, og dernæst overført til mere synthesizer-orienterede arrangementer tidligt i anden sæson, blev komponeret og dirigeret hovedsagelig af Sylvester Lévay. Udi Harpaz dirigerede musikstykker brugt i mange af de sene anden- og tredje-sæsons episoder.